# Gatineau Airport
Gatineau Airport är en flygplats i Kanada. Den ligger i den sydöstra delen av landet, 16 km nordost om huvudstaden Ottawa. Gatineau Airport ligger 64 meter över havet.
Terrängen runt Gatineau Airport är platt. Runt Gatineau Airport är det tätbefolkat, med 397 invånare per kvadratkilometer.. Närmaste större samhälle är Ottawa, 16,1 km sydväst om Gatineau Airport. 
Omgivningarna runt Gatineau Airport är en mosaik av jordbruksmark och naturlig växtlighet.